# Керлінг на зимових Дефлімпійських іграх 2019
Змагання з керлінгу на зимових Дефлімпійських іграх 2019 року проходили з 11 по 20 грудня 2019 року у Circolo Sciatori (Мадесімо). Комітет ICSD вирішив збільшити максимальну кількість команд обох статей з десяти до дванадцяти.

## Графік змагань
Змагання з керлінгу розпочалися за день до церемонії відкриття зимових дефлімпійських ігор 2019 року та завершилися в останній день ігор, тобто ці змагання були єдиними, що тривали кожного дня ігор.
| К | Кваліфікація | ПФ | Півфінали | Б | Гра за бронзу | Ф | Фінал |

| ДатаТурнір       | Сер 11 | Чет 12 | П'ят 13 | Суб 14 | Нед 15 | Пон 16 | Вів 17 | Сер 18 | Чет 19 | П'ят 20 | П'ят 20 |
| ---------------- | ------ | ------ | ------- | ------ | ------ | ------ | ------ | ------ | ------ | ------- | ------- |
| Чоловічий турнір | К      | К      | К       | К      | К      | К      | К      | К      | ПФ     | Б       | Ф       |
| Жіночий турнір   | К      | К      | К       | К      | К      | К      | К      | К      | ПФ     | Б       | Ф       |

## Регламент
Змагання і в жіночому, і в чоловічому турнірі проводились двома етапами: груповий та плей-оф. На груповому етапі команди проводили одноколовий турнір, за результатами якого чотири найкращих команди виходило у плей-оф. При рівності кількості перемог у двох команд зважає результат особової зустрічі між ними; при рівності кількості перемог у більш як двох команд ранжирування було за результатом матчів між цими командами, при рівності цього параметра — за тестовими кидками (англ. Draw Shot Challenge, DSC, у сантиметрах, вище стає команда з меншим значенням). 
Другий етап, плей-оф проводить за олімпійською системою: команди, що посіли перші чотири місця у групі, розіграли між собою медалі.

## Учасники
У змаганнях з керлінгу брали участь чоловіки та жінки, які представили 12 різних країн.

### Чоловіки
- Італія
- Канада
- Китай
- Росія
- США
- Туреччина
- Угорщина
- Україна
- Фінляндія
- Швейцарія
- Японія

### Жінки
- Канада
- Китай
- Німеччина
- Росія
- Угорщина
- Україна
- Хорватія

## Медальний залік
| Місце              | Країна               | Золото | Срібло | Бронза | Загалом |
| ------------------ | -------------------- | ------ | ------ | ------ | ------- |
| 1                  | Китай (CHN)          | 2      | 0      | 0      | 2       |
| 2                  | Росія (RUS)          | 0      | 2      | 0      | 2       |
| 3                  | Південна Корея (KOR) | 0      | 0      | 1      | 1       |
| 3                  | Фінляндія (FIN)      | 0      | 0      | 1      | 1       |
| Загалом (4 збірні) | Загалом (4 збірні)   | 2      | 2      | 2      | 6       |

## Медалісти
| Змагання         | Золото | Срібло | Бронза         |
| ---------------- | ------ | ------ | -------------- |
| Чоловічий турнір | Китай  | Росія  | Фінляндія      |
| Жіночий турнір   | Китай  | Росія  | Південна Корея |

## Результати змагань
Після ігор у групі команди, що посіли перші чотири місця, розіграли між собою медалі за олімпійською системою.

### Чоловіки
Результати змагань у кваліфікації.
| Місце | Команда        | Очки | D.M.1 | D.M.2 | DSC   |
| ----- | -------------- | ---- | ----- | ----- | ----- |
| 1     | Китай          | 22   | 0     | 0     | 97,2  |
| 2     | Росія          | 18   | 0     | 0     | 87,2  |
| 3     | Фінляндія      | 16   | 0     | 0     | 106,5 |
| 4     | Польща         | 12   | 2     | 1     | 97,4  |
| 5     | Південна Корея | 12   | 2     | 0     | 98,3  |
| 6     | Угорщина       | 12   | 1     | 1     | 79,9  |
| 7     | Україна        | 12   | 1     | 0     | 95,4  |
| 8     | США            | 10   | 1     | 0     | 98,0  |
| 9     | Канада         | 10   | 0     | 0     | 105,2 |
| 10    | Японія         | 4    | 1     | 0     | 108,7 |
| 11    | Швейцарія      | 4    | 0     | 0     | 118,6 |
| 12    | Італія         | 0    | 0     | 0     | 163,0 |

### Жінки
Результати змагань у кваліфікації.
| Місце | Команда        | Очки | D.M.1 | D.M.2 | DSC   |
| ----- | -------------- | ---- | ----- | ----- | ----- |
| 1     | Китай          | 10   | 0     | 0     | 54,9  |
| 2     | Південна Корея | 8    | 0     | 0     | 124,3 |
| 3     | Росія          | 6    | 2     | 0     | 110,5 |
| 4     | Хорватія       | 6    | 1     | 0     | 118,1 |
| 5     | Канада         | 6    | 0     | 0     | 61,8  |
| 6     | Угорщина       | 4    | 0     | 0     | 73,9  |
| 7     | Україна        | 2    | 0     | 0     | 99,1  |